# Krabaten 9

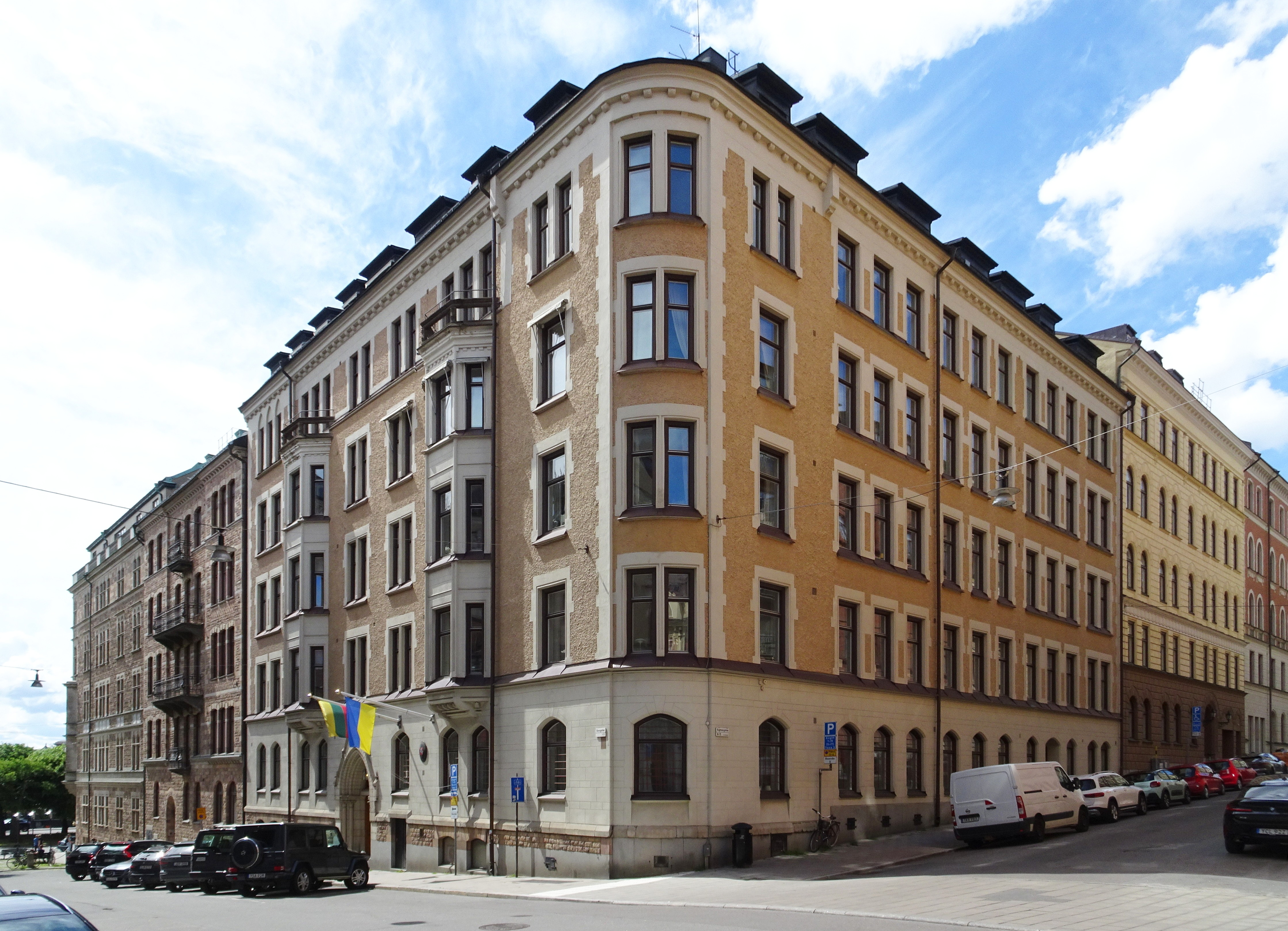
Krabaten 9, Grevgatan 5 / Kaptensgatan 16, juni 2022.

Krabaten 9 är en kulturhistoriskt värdefull fastighet i kvarteret Krabaten i hörnet Grevgatan 5 / Kaptensgatan 16 på Östermalm i Stockholm. Byggnaden uppfördes 1895–1896 efter ritningar av arkitekten Erik Boström och är grönmärkt av Stadsmuseet i Stockholm vilket innebär "särskilt värdefull från historisk, kulturhistorisk, miljömässig eller konstnärlig synpunkt". I huset har Litauens ambassad sina lokaler.

## Bakgrund
På platsen fanns några stenhus som mellan 1819 och 1880 tillhört Veterinärinrättningen i Stockholm (sedermera kallad Veterinärhögskolan). Bebyggelsen revs 1894–1895 och tomten förvärvades av byggföretaget R. Bengtsson & C.E. Andersson som även byggde huset. Bakom företaget stod byggmästaren Richard Bengtsson som tillsammans med byggmästaren C.E. Andersson mellan 1889 och 1896 uppförde ett antal flerbostadshus i Stockholm innan han gjorde sig självständig 1899. Affärsidén var att förvärva en attraktiv innerstadstomt, bebygga den och sälja den omgående. Vinsten finansierade nästa projekt.

## Byggnadsbeskrivning

### Exteriör
För den arkitektoniska gestaltningen anlitades arkitekt Erik Boström. Han ritade ett bostadshus i fem våningar och souterräng med svagt rundat hörn mot Grevgatan / Kaptensgatan. Sockeln kläddes med röd sandsten och en sockellist av vit kalksten. I höjd med bottenvåningen utfördes ljus, ritsad slätputs medan övriga fasaden mot gatan är i ockra spritputs med detaljer i slät puts kring fönster och på de båda burspråken mot Grevgatan. Under takfoten löper en tandsnittslist. I samband med en fasadrenovering försvann trappgaveln över husets södra fönsterpar och det med tinnar smyckade hörn förenklades.

Originalritningar
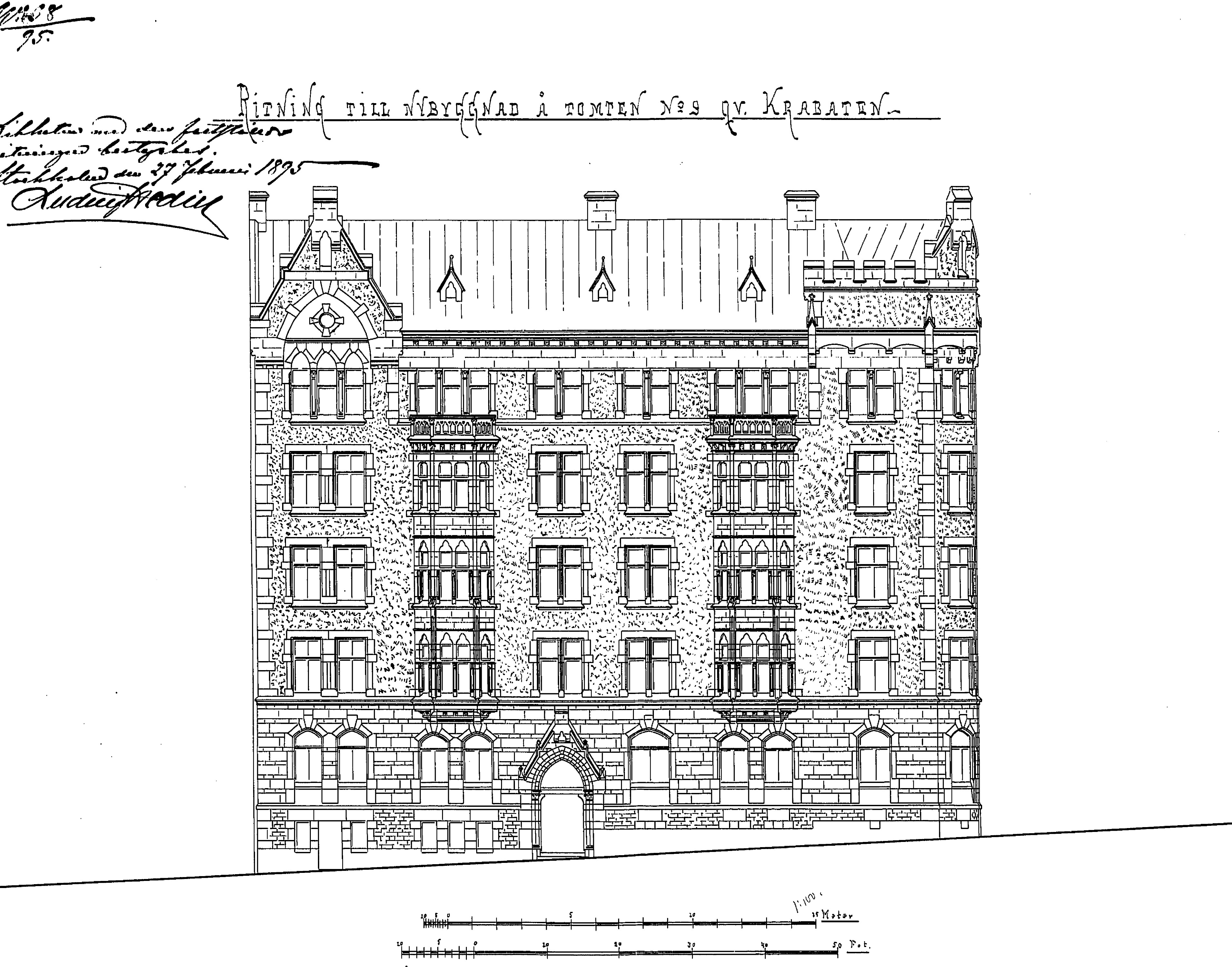
Fasad mot Grevgatan.
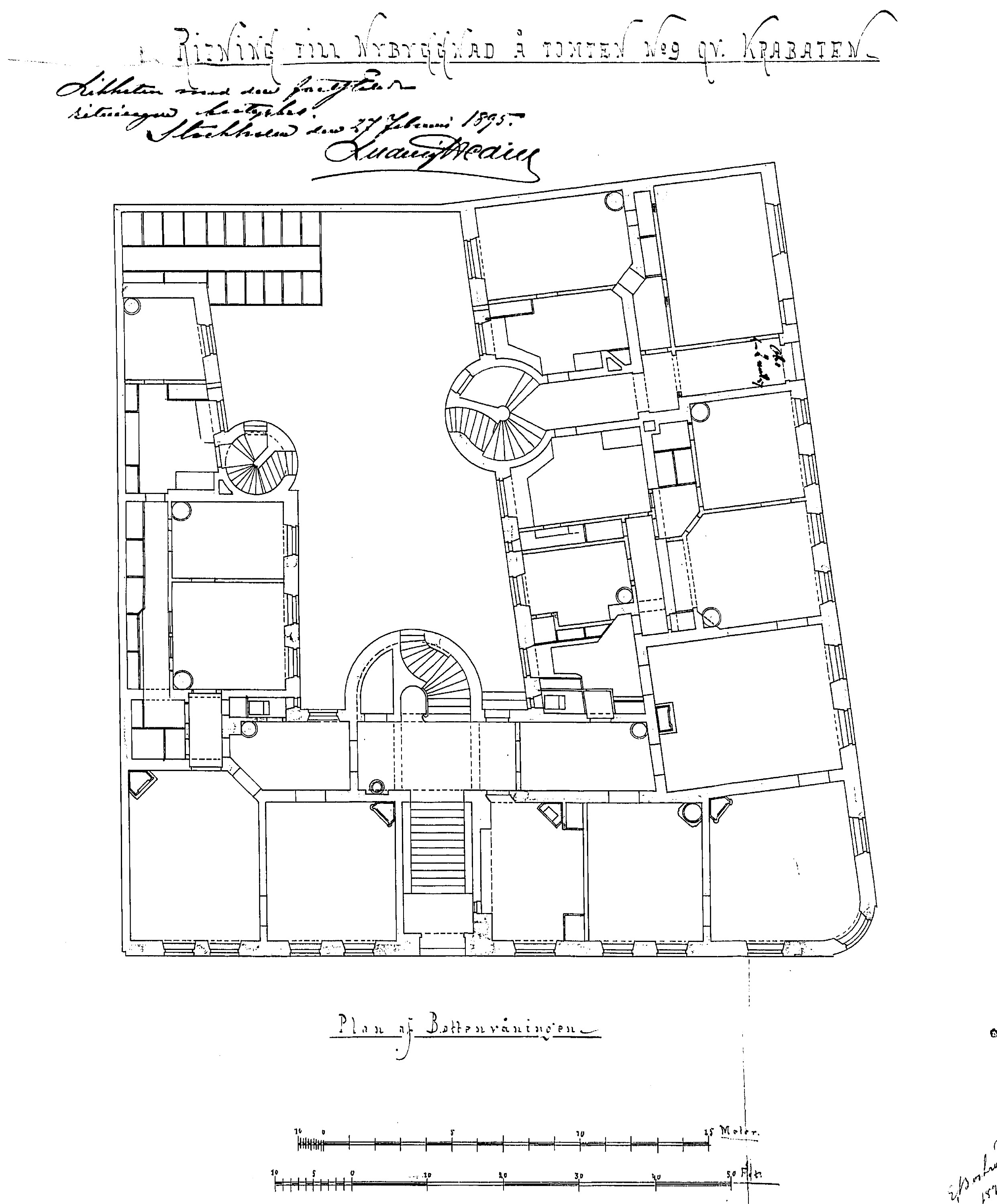
Bottenvåning.
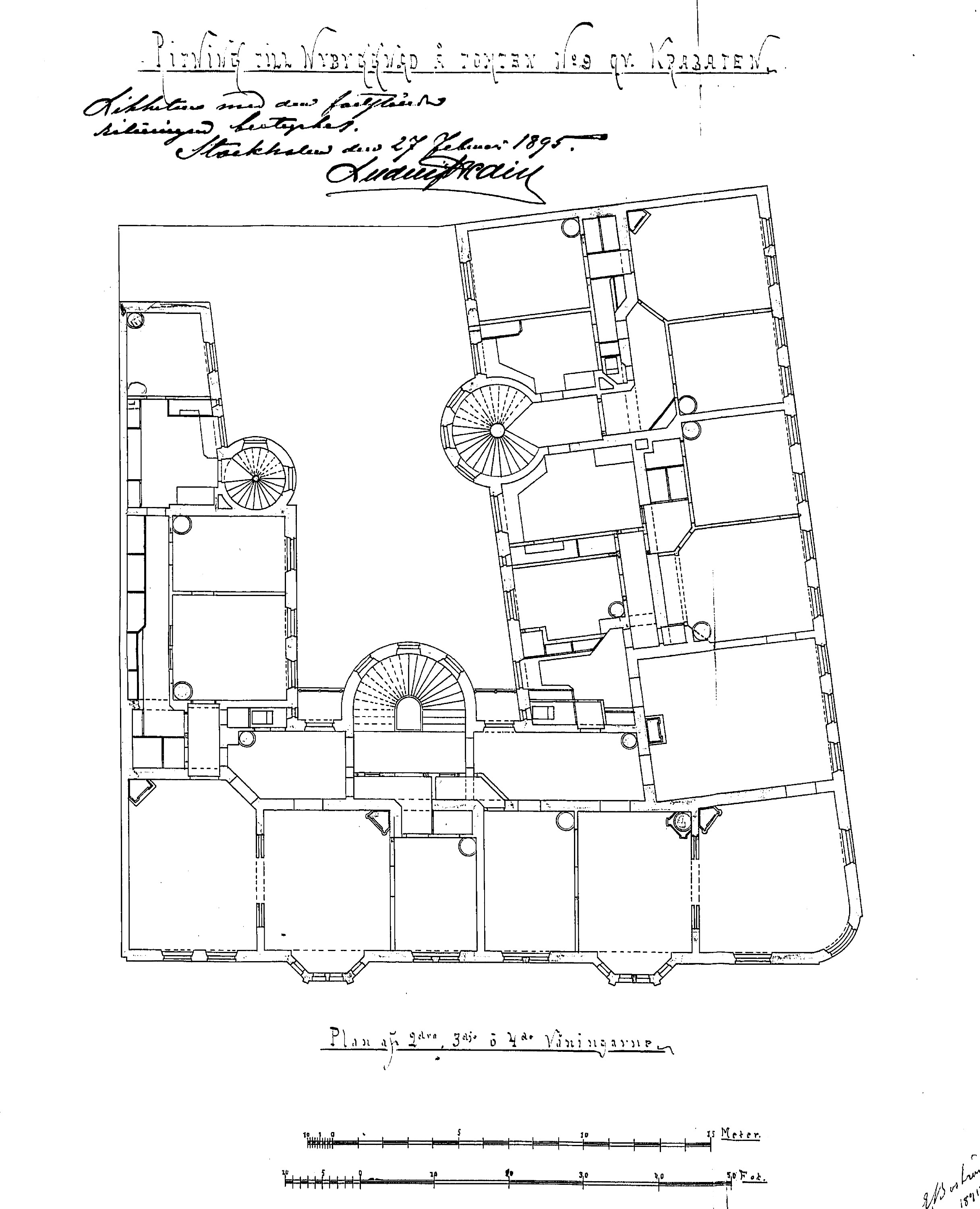
Våning 2–4 trappor.
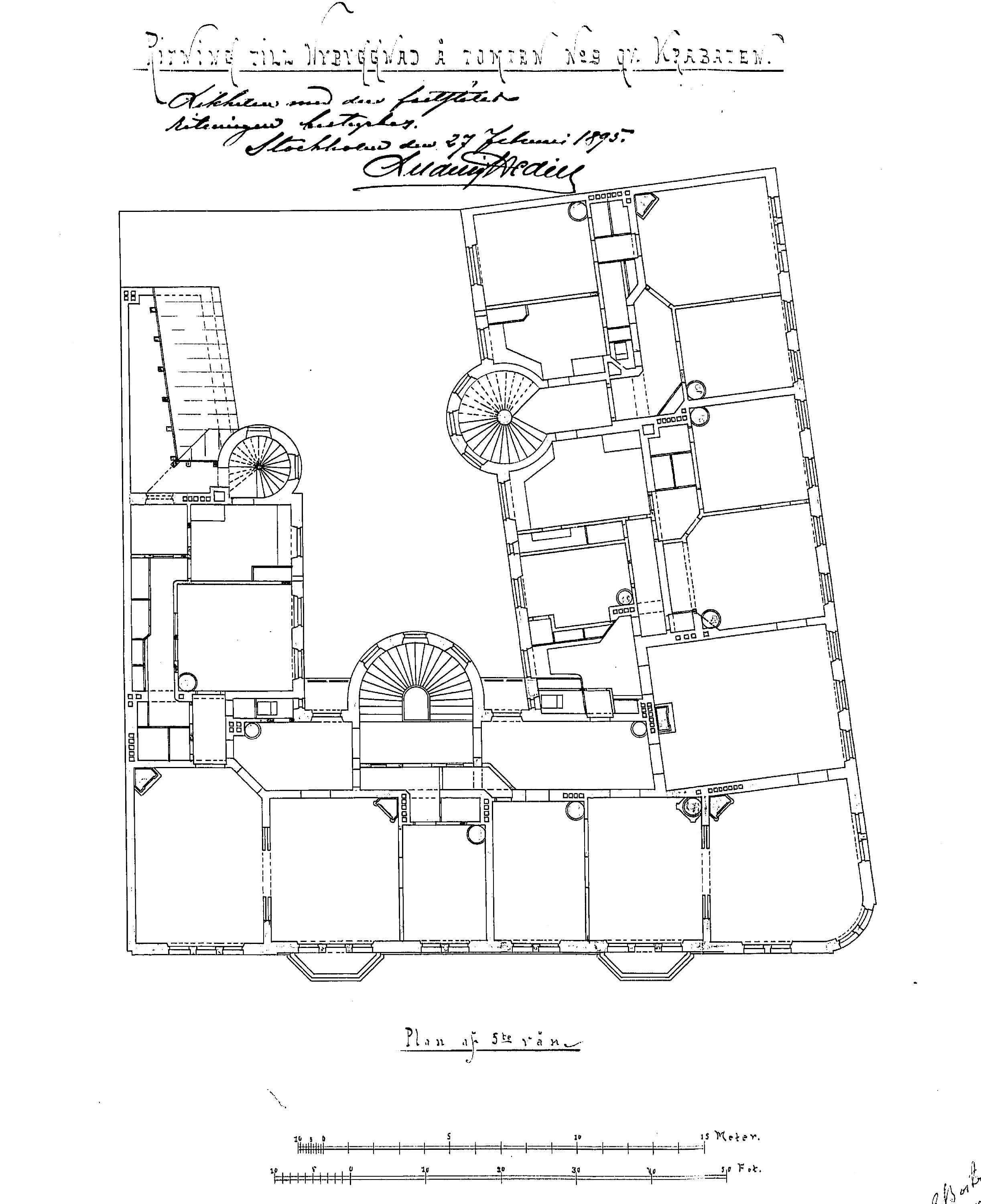
Våning 5 trappor.
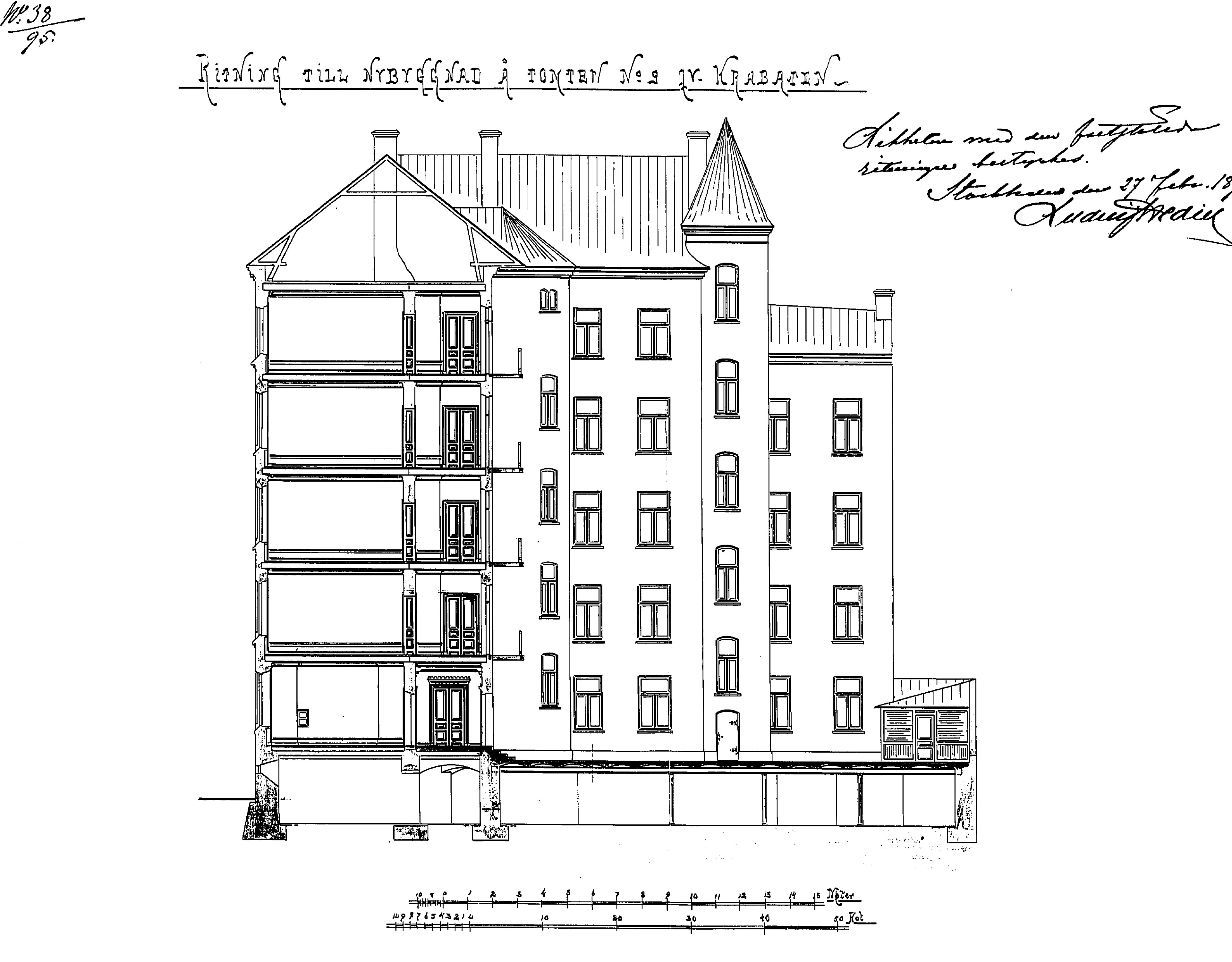
Sektion.
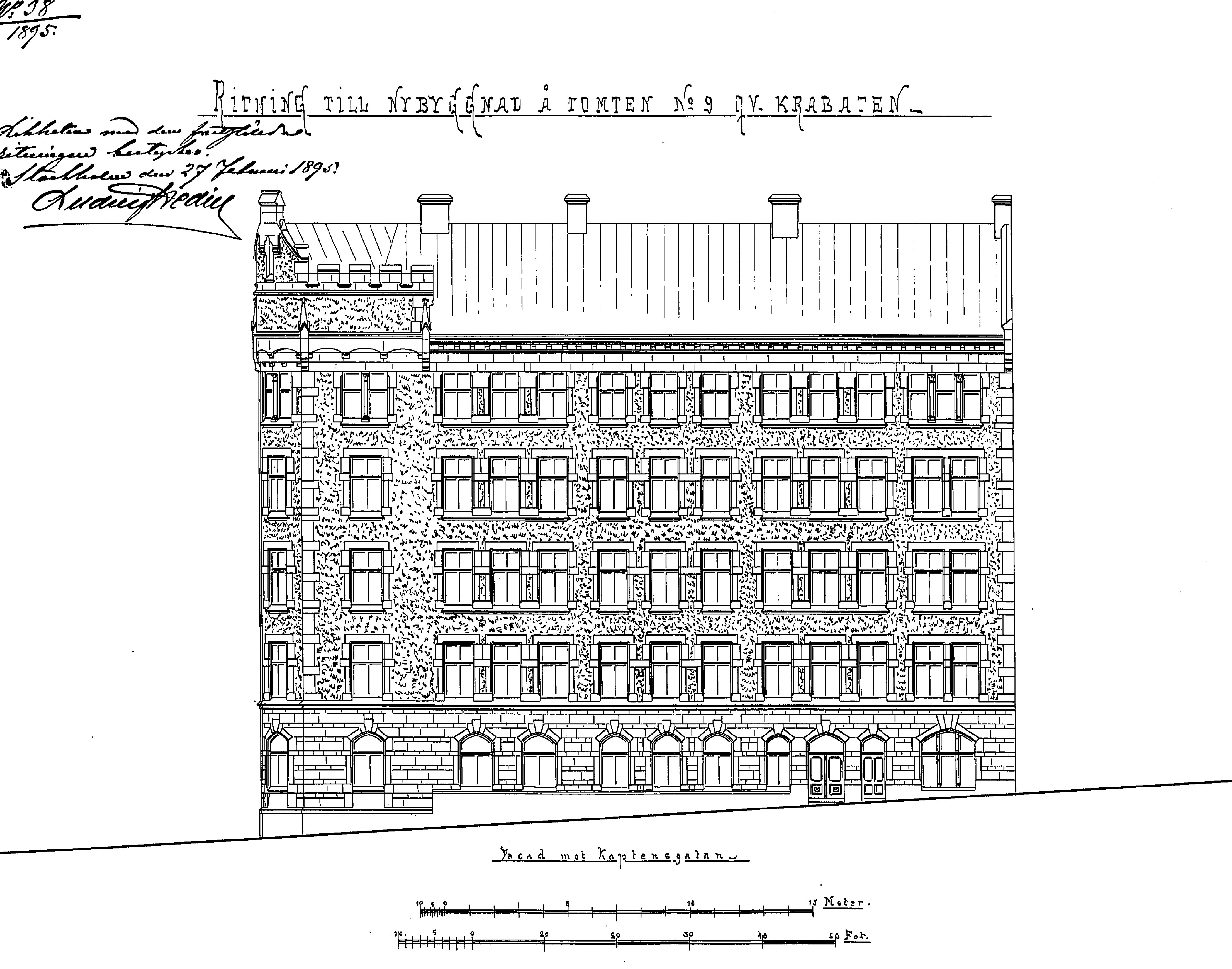
Fasad mot Kaptensgatan.

### Interiör

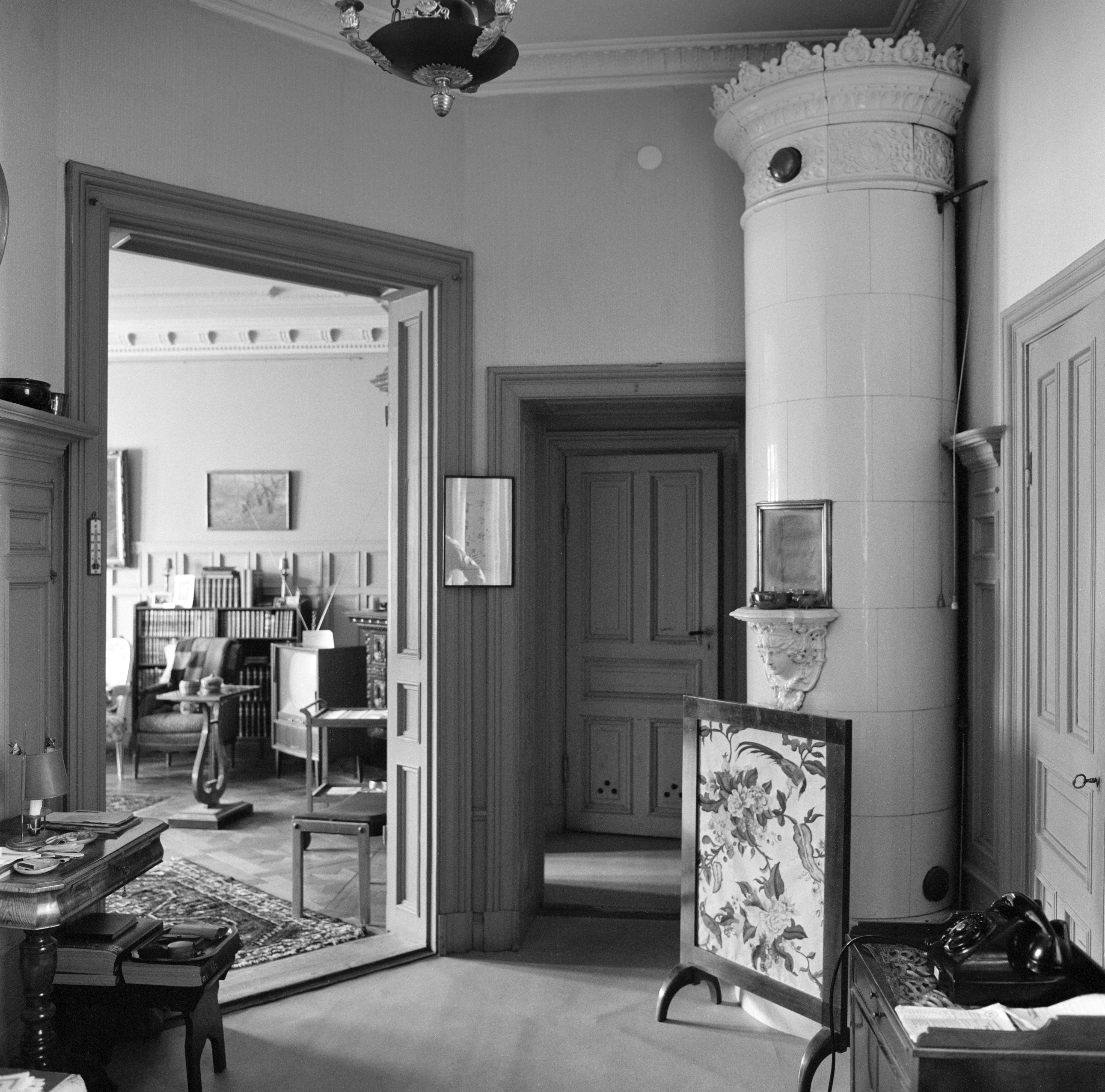
Hall med kakelugn, 1973.

Huvudentrén är från Grevgatan 5. Porten inramas av en hög kalkstensportal med spetsbåge och är inspirerad av gotikens arkitektur. Entréhallen innanför är påkostad. Här ligger vitt marmorgolv med svart bård och vita marmortrappsteg. Sockelpartiet utfördes i röd- och vitrandig marmor samt fältindelade marmorerade väggar målade i gula nyanser. Det övre väggpartiet och takat är avdelat av konsoler och bjälkar. Frisen och taket är dekorerade med blomslingor i dämpade pastelltoner. 
Över entrédörren, på insidan, syns en inskription i guldbokstäver: Egen härd är guld värd. Det gotiska motivet fortsätter i mellandörrens gestaltning och i de spetsbågiga, blyinfattade trapphusfönstren. Trapphallens tak är i ljusblå kulör och smyckat med målade polykroma blomstergirlanger.
Den ursprungliga lägenhetsfördelningen var per våningsplan: en bostad om sex rum och kök (mot Grevgatan och flygeln mot innergården), en om sju rum och kök (i hörnet Grevgatan / Kaptensgatan) samt en om tre rum och kök (mot Kaptensgatan). Den senare kunde bara nås från innergårdens kökstrappa. Alla lägenheter hade avträde i bostaden, några badrum fanns inte, de byggdes i samband med en modernisering på 1930-talet. Uppvärmningen skedde med hjälp av kakelugnar och öppna spisar, centralvärme installerades på 1940-talet. 
Lägenheterna ombyggdes under årens gång, bland annat kontoriserades en av bostäderna och i en del av vinden inreddes ytterligare lägenheter.

Bilder, entré- och trapphall
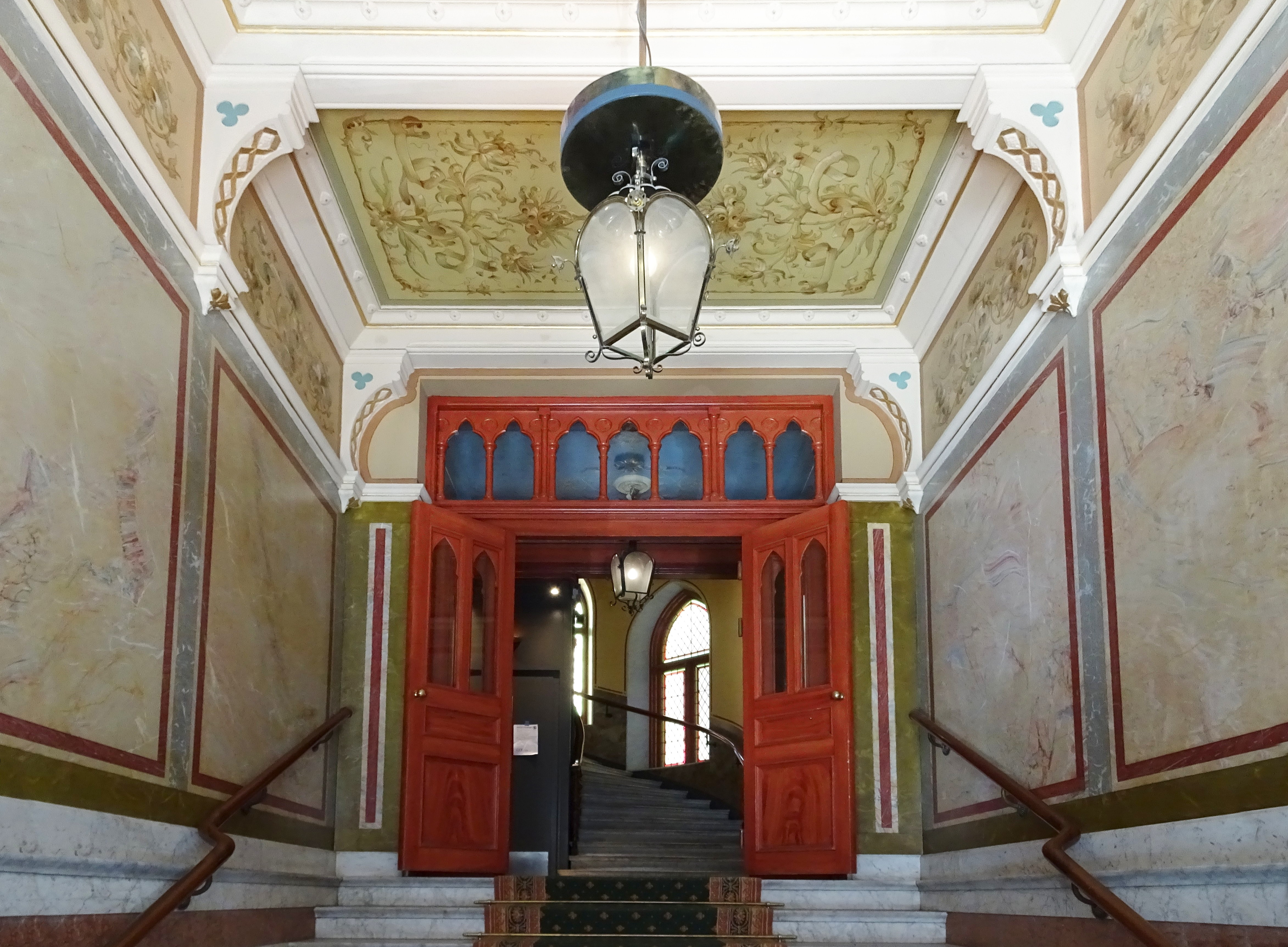
Entréhallen mot innerdörren.
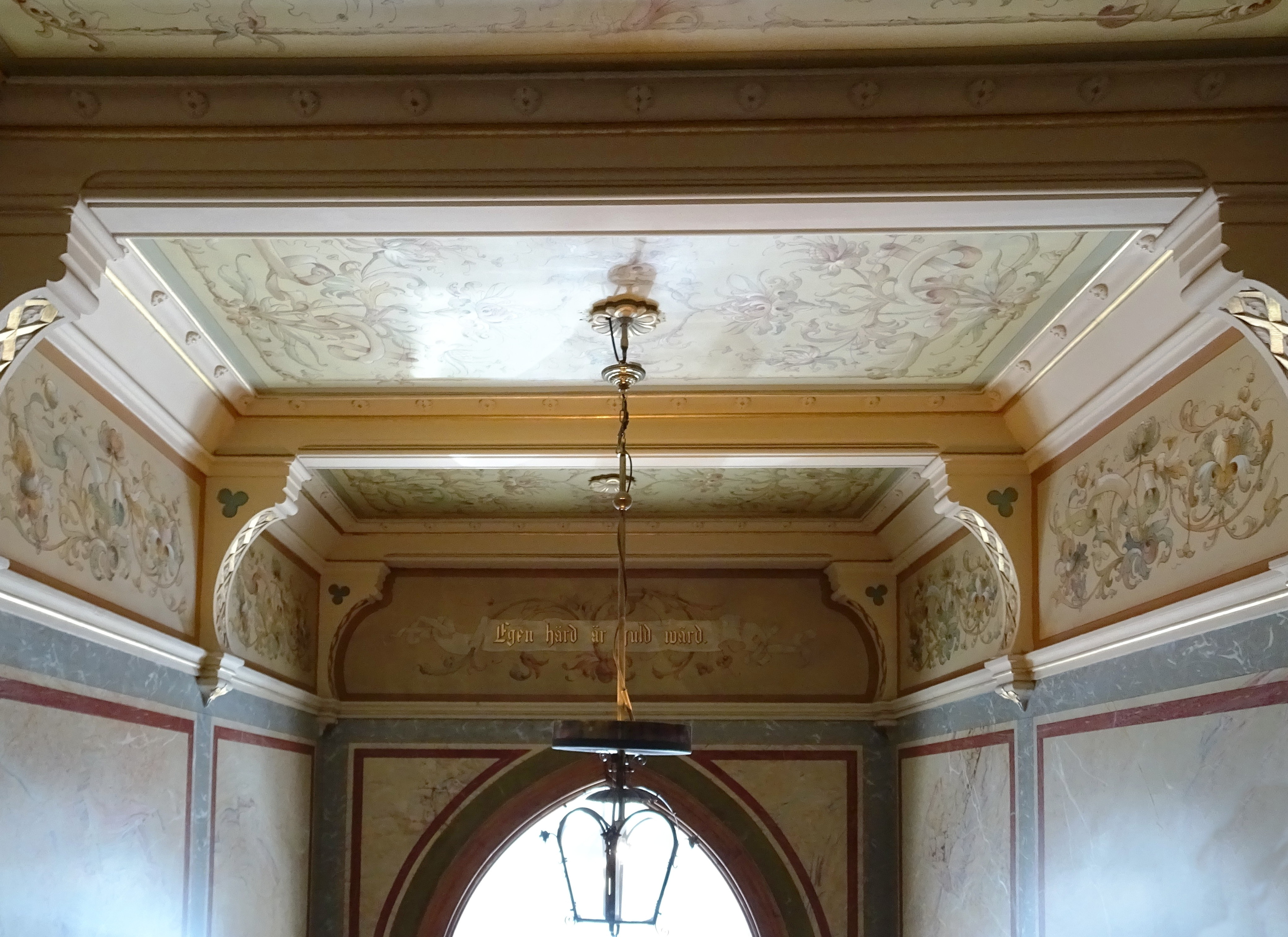
Entréhallen mot ytterdörren.
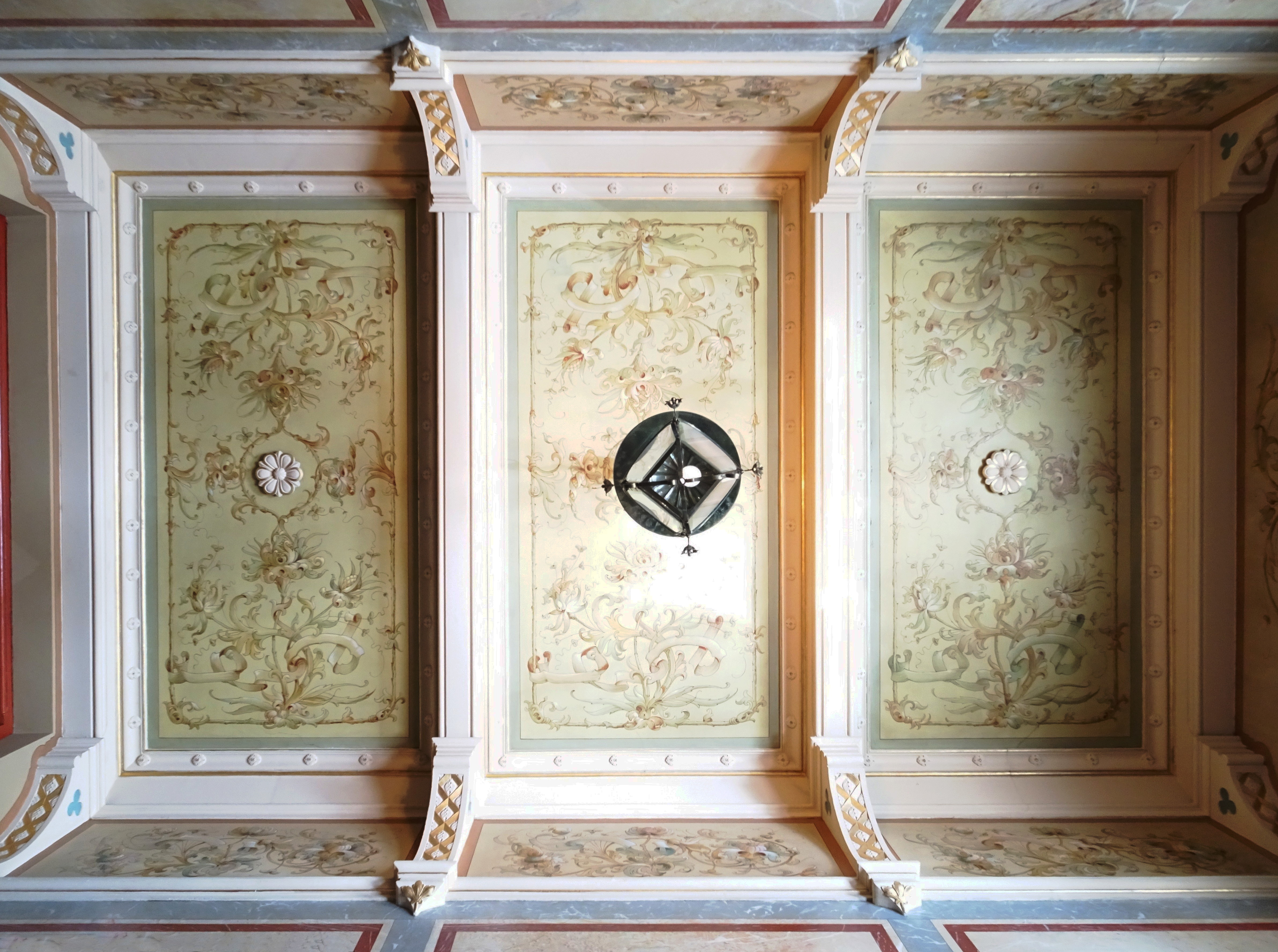
Entréhallens tak.
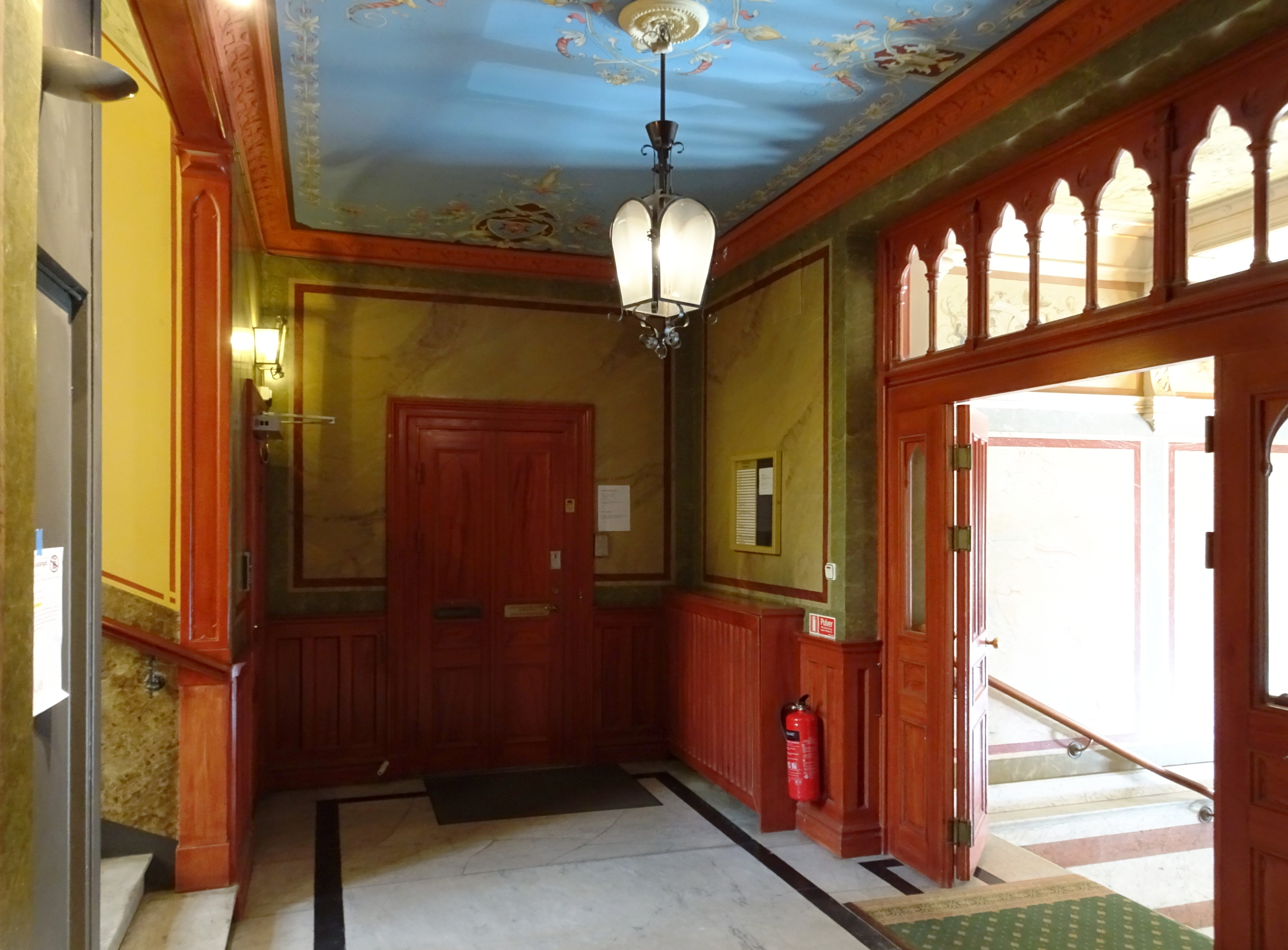
Trapphallen.
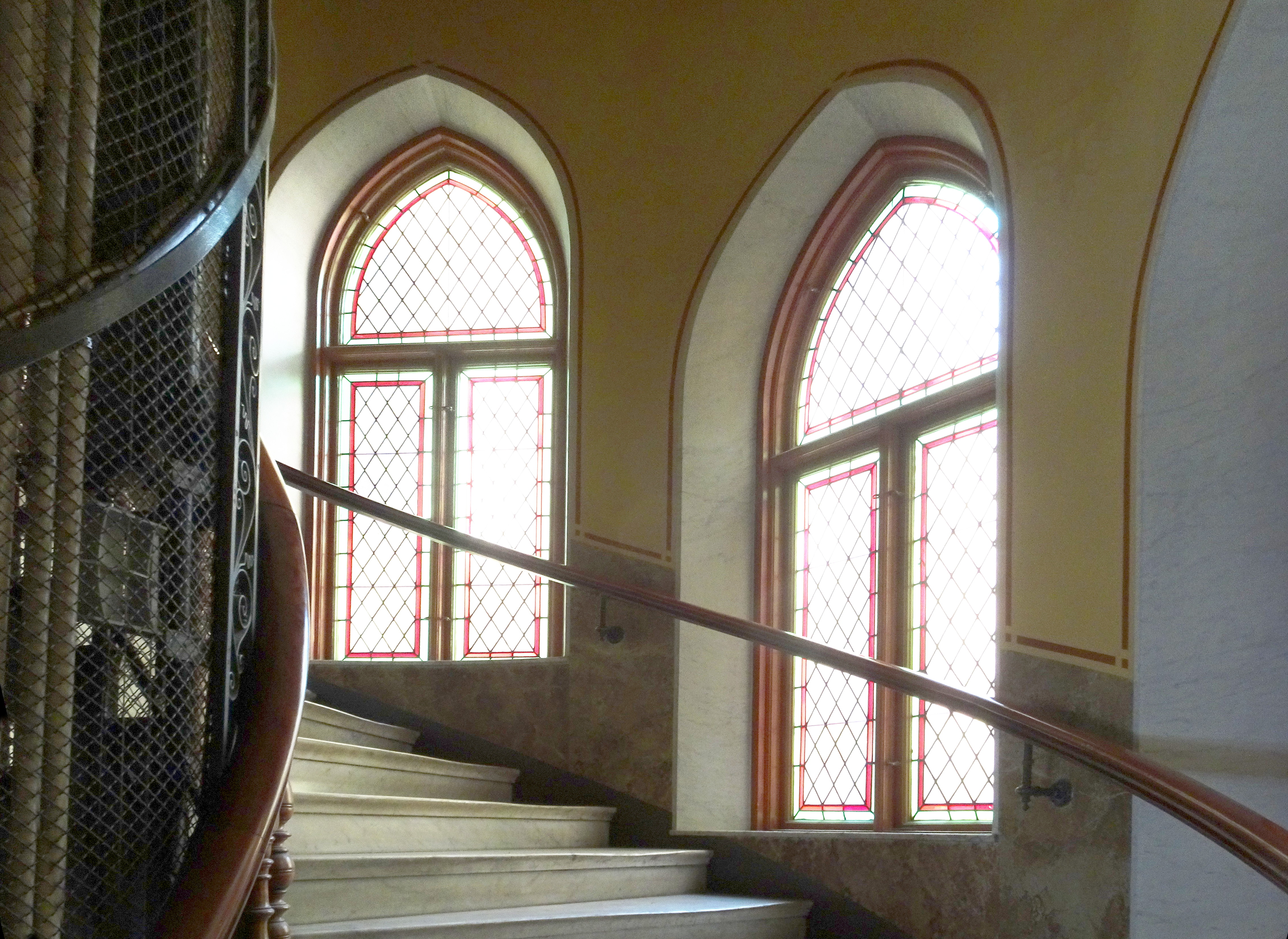
Trapphuset.

## Ägare
Krabaten 9 såldes redan 1897 av R. Bengtsson & C.E. Andersson till en änkefru A.W. Flohr. På 1920-talet uppger Stockholms adresskalender en grosshandlare E.A. Starck som ägare. På 1970-talet ägdes Krabaten 9 av Träindustrins Fastighet AB och idag innehas fastigheten av bostadsrättsföreningen Krabaten 9 som bildades år 2000. Föreningen äger husets 18 lägenheter med storlekar mellan 21 m² och 510 m². I en av dem ligger Litauens ambassad i Stockholm. I januari 2020 såldes en lägenhet om fem rum och kök (motsvarande 157 m²) för 17,5 miljoner kronor.

### Noter

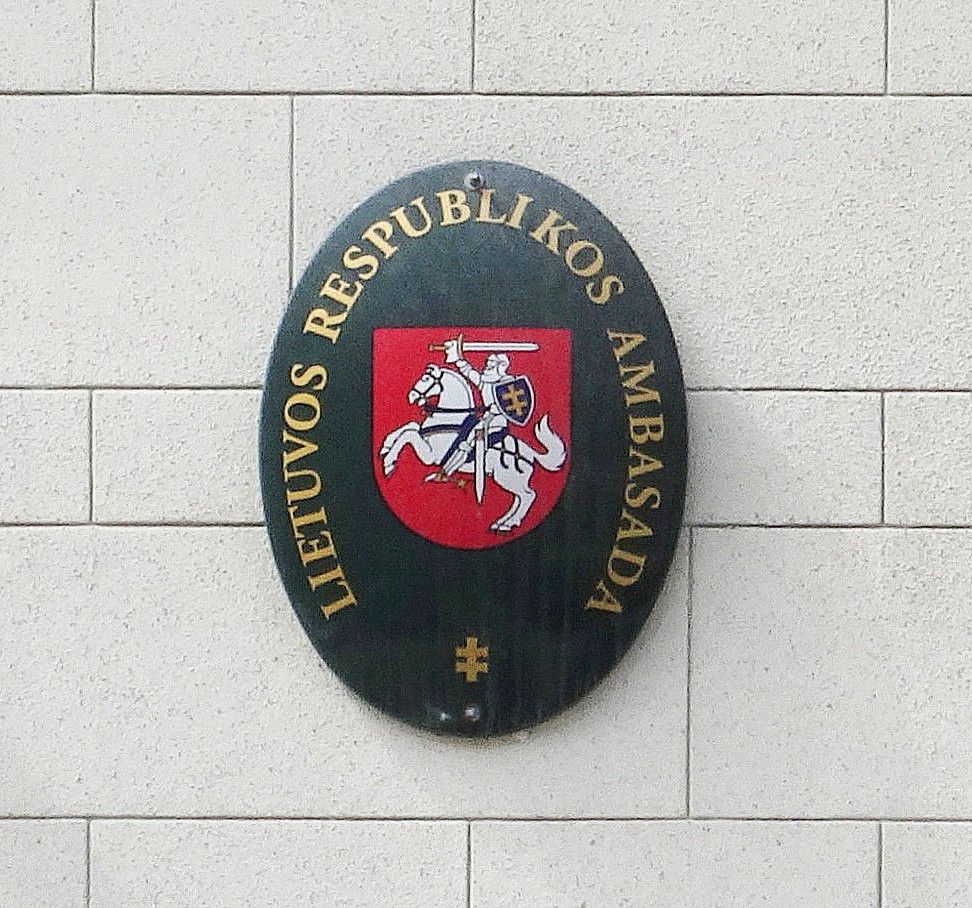
Ambassadskylten.